# 7285 Seggewiss
A 7285 Seggewiss (ideiglenes jelöléssel 1990 EX2) a Naprendszer kisbolygóövében található aszteroida. Eric Walter Elst fedezte fel 1990. március 2-án.